# Quinto Sulpicio Camerino (cónsul 9)
Quinto Sulpicio Camerino (en latín Quintus Sulpicius Camerinus) fue un senador romano que desarrolló su carrera política a finales del siglo I a. C. y comienzos del siglo I, bajo el imperio de Augusto.

## Familia
Su familia era de rango patricio y sus antepasados se remontaban a la república temprana, aunque el último consul de la familia lo había sido Servio Sulpicio Camerino Rufo en 345 a. C., más de 350 años antes.

## Carrera política
Su cursus honorum anterior al consulado ordinario en 9 nos es desconocido, aunque sí sabemos que debía ser poeta, ya que Ovidio, durante su exilio en el Ponto, le menciona como tal. 

## Descendencia
Su hijo fue Quinto Sulpicio Camerino Pético consul suffectus en 46, bajo Claudio I.